# Polarna trska
Polarna trska (znanstveno ime Boreogadus saida)  je riba iz družine trsk.
Polarna trska ima podolgovato in vitko telo z globoko zarezano repno plavutjo. Na spodnji čeljusti ima ta vrsta mesnati izrastek. Hrbet je temnejših odtenkov z rjavimi pegami, boki pa so srebrni. V dolžino doseže do 30 cm. Polarna trska je najbolj severno živeča ribja vrsta, ki je razširjena na zemljepisnih širinah nad 84° severno. Poseljuje polarna morja severne Rusije, Aljaske, Kanade in Grenlandije. Najpogosteje se zadržuje v jatah tik pod vodno gladino, lahko pa živi do 900 metrov globoko. Pogosto zahaja tudi v rečna ustja. Zaradi posebnih beljakovin v krvi lahko živi tudi v vodah s temperaturo pod 0º C, običajno pa se zadržuje v vodah s temperaturo med 0 in 4º C. 
Osnovna prehrana polarne trske je plankton in kril, sama pa je plen narvalov, belug, tjulnjev in raznih morskih ptic. V Rusiji predstavlja gospodarsko pomembno ribo, ki jo lovijo z mrežami.